# Jean Lobstein
Pour les articles homonymes, voir Lobstein.
Jean Georges Chrétien Frédéric Martin Lobstein dit Jean Frédéric Lobstein (le jeune) est un chirurgien et pathologiste français (né allemand), né le 8 mai 1777 à Giessen et mort le 7 mars 1835 à Strasbourg. Son nom (en allemand : Johann Georg Chrétien Friedrich Martin Lobstein) est associé au syndrome de Lobstein ou maladie des os de verre (ou encore ostéopsathyrosis de Lobstein). 

## Biographie
Jean Frédéric Lobstein était le neveu de l'anatomiste, chirurgien et Recteur de l'université Johann Friedrich Lobstein (de)(1736-1784) et le fils de Frédéric Lobstein, originaire de Lampertheim, pasteur et professeur d'université. La famille Lobstein s'installe dans la région de Strasbourg (Alsace) en 1790. À la mort de son père, Jean Frédéric Lobstein âgé de 17 ans, doit subvenir aux besoins de sa mère veuve et de ses quatre plus jeunes frères. 
À l'université de Strasbourg, il est d'abord étudiant en philosophie pendant deux ans, puis entre à la faculté de médecine en 1793. Le 12 octobre 1793, il devient chirurgien de 3e classe dans les ambulances de l'Armée du Rhin. Après trois années consacrées à l'exercice de la chirurgie des armées, Lobstein retourne à Strasbourg où il est nommé prosecteur à l'école de santé. Il soutient sa thèse de doctorat en médecine le 1er juillet 1802 : Dissertation sur la nutrition du fœtus.
Le 8 février 1804, Lobstein est nommé adjoint de Johann Kratz, professeur des accouchements à l'hôpital civil. Puis le 4 mai 1806, il devient accoucheur en chef de l'hôpital civil et directeur de l'école des sages-femmes.
En 1813, Lobstein fonde un Musée d'anatomie pathologique. Cette initiative, accueillie avec enthousiasme, attire de nombreux visiteurs académiques. En 1814, il sollicite sans succès la place de Professeur de Médecine judiciaire. C'est en 1819, appuyé par le baron Georges Jean Léopold Nicolas Frédéric Dagobert Cuvier, dit Georges Cuvier, qu'il obtient le professorat d'Anatomie Pathologique, la toute première chaire indépendante de cette discipline jamais créée.
En 1870, pendant la guerre franco-allemande, Strasbourg et l'Alsace-Moselle furent annexées à l'Empire allemand. La Faculté de Médecine de Strasbourg devient alors le Kaiser-Wilhelm-Spital. Un nouvel Institut de Pathologie fut établi, dirigé par le pathologiste allemand Friedrich Daniel von Recklinghausen ; les spécimens du Musée anatomique de Lobstein sont alors déplacés ou dispersés.
Lobstein fut aussi historien, archéologue et numismate. Il mourut en 1835 d'une infection urinaire. Il est inhumé au cimetière Sainte-Hélène de Strasbourg.

## Œuvres et publications
- Recherches et observations anatomico-physiologiques sur la position des testicules dans le bas-ventre du fœtus et leur descente dans le scrotum, Strasbourg, Eck, 1801. Texte intégral.
- Rapport sur les travaux exécutés à l'amphithéâtre d'anatomie de l'Ecole de Médecine à Strasbourg, Strasbourg, Levrault, 1804.Texte intégral.
- Observations d'accouchemens, s.d., [Avec] Remarques de Mr. J.-Frédéric Lobstein ... sur la Critique de ses Observations d'accouchemens, insérées dans le Journal de Médecine, rédigé par M. Leroux, mois de Novembre 1816.Texte intégral.
- Recherches et observations sur le phosphore, Strasbourg, Levrault, 1815.Texte intégral.
- Compte rendu a la Faculté de Médecine de Strasbourg sur l'état actuel de son Muséum anatomique, Strasbourg, Levrault, 1820.Texte intégral
- Compte rendu à la Faculté de Médecine de Strasbourg sur les travaux anatomiques exécutés à l'amphithéâtre de cette Faculté, pendant les années 1821, 1822 et 1823. Suivi d'un premier supplément au catalogue de son Muséum anatomique, Strasbourg, Levrault, 1824.Texte intégral
- Traité d'anatomie pathologique, tome second, Paris, Levrault, 1833.Texte intégral
- Essai d'une nouvelle théorie des maladies, fondée sur l'anomalie de l'innervation, Strasbourg, Levrault, 1835.Texte intégral